# Sayyeshaa
Sayesha Saigal (Mumbai, 12 augustus 1997), in de volksmond bekend onder het mononiem Sayyeshaa, is een Indiase filmactrice. Sayyeshaa speelt vooral in Tamiltalige films, maar ook in films in het Hindi en het Telugu. 

## Biografie
Sayyeshaa werd geboren als enig kind van acteur Sumeet Saigal (geb. 1966) en actrice Shaheen Banu (geb. 1971). Haar opa was Late Sultan Ahmed (1939-2016), de oudere broer van actrice Saira Banu (geb. 1944) en de zoon van actrice Naseem Banu (1916-2002). Bovendien is ze een verre achternicht van Dilip Kumar.

## Privé
Sayyeshaa is sinds 10 maart 2019 gehuwd met acteur en filmregisseur Arya (geb. 1980).

## Filmografie
| Jaar | Productie         | Rol                     | Taal    |
| ---- | ----------------- | ----------------------- | ------- |
| 2015 | Akhil             | Divya                   | Telugu  |
| 2016 | Shivaay           | Anushka                 | Hindi   |
| 2017 | Vanamagan         | Kavya                   | Tamil   |
| 2018 | Kadaikutty Singam | Kannukkiniyal aka Iniya | Tamil   |
| 2018 | Junga             | Yazhini                 | Tamil   |
| 2018 | Ghajinikanth      | Vandhana                | Tamil   |
| 2019 | Kaappaan          | Anjali                  | Tamil   |
| 2020 | Teddy             |                         | Tamil   |
| 2020 | Yuvarathnaa       | Vandana                 | Kannada |